# Thomas Klingsbigl
Thomas Klingsbigl (* 22. Juni 1977) ist ein ehemaliger österreichischer Fußballspieler und nunmehriger -trainer.

## Karriere
Klingsbigl begann seine Karriere beim UFC Maria Alm. Zur Saison 1993/94 wechselte er zum FC Zell am See, bei dem er ab der Saison 1994/95 auch in der Kampfmannschaft spielte. Zur Saison 1998/99 schloss er sich dem Zweitligisten Schwarz-Weiß Bregenz an. Dort gab er im Oktober 1998 gegen die SV Braunau sein Debüt in der zweiten Liga. Bis Saisonende kam er zu drei Einsätzen, mit den Vorarlbergern stieg er in die Bundesliga auf.
Nach dem Aufstieg wechselte er zur Saison 1999/2000 allerdings zum Regionalligisten Salzburger AK 1914. Mit dem SAK stieg er 2004 aus der Regionalliga ab und dann in der Folgesaison als Meister der 1. Landesliga direkt wieder auf. Nach dem erneuten Abstieg am Ende der Saison 2005/06 verließ Klingsbigl den Verein nach sieben Jahren und wechselte zur Saison 2006/07 nach Oberösterreich zur fünftklassigen Union Mondsee. Mit Mondsee stieg er zu Saisonende in die OÖ Liga auf. In zweieinhalb Jahren kam er zu 45 Einsätzen in den Spielstufen vier und fünf, in denen er 23 Tore erzielte.
Im Jänner 2009 wechselte er zum siebtklassigen SSC Großgmain. Für diesen spielte er viermal in der Salzburger 2. Klasse. Zur Saison 2009/10 zog er weiter zum fünftklassigen SK Strobl. Für Strobl absolvierte der Mittelfeldspieler 14 Einsätze in der 2. Landesliga. Im Jänner 2010 wechselte er wieder in die 2. Klasse, diesmal zum UFC Siezenheim. Für Siezenheim spielte er neunmal. Zur Saison 2010/11 kehrte er zu Großgmain zurück, wo er diesmal auch Spielertrainer war. Zur Saison 2011/12 wechselte er zum fünftklassigen Maria Alm, wo er einst seine Karriere begonnen hatte. Nach drei Einsätzen beendete er dort seine Karriere.